# Lemurkowate
Lemurkowate (Cheirogaleidae) – rodzina małych ssaków z podrzędu lemurowych (Strepsirrhini) o nocnym trybie życia. Lemurki są najmniejszymi ssakami naczelnymi. Wcześniej były klasyfikowane jako podrodzina Cheirogaleinae w rodzinie lemurów (Lemuridae).

## Występowanie
Lemurkowate występują wyłącznie na Madagaskarze. Zasiedlają obszary zalesione.

## Charakterystyka
Cheirogaleidae mają drobne ciało o długości od kilkunastu do 28 centymetrów i wadze od 60 g do 1 kg, pokryte puszystym, miękkim, szaro-brązowym futrem. Wyjątkowo długi ogon u niektórych gatunków jest dłuższy niż ciało. Oczy duże, osadzone blisko siebie, uszy małe. Górna warga typowa dla Strepsirrhini - podzielona i wilgotna. Obecny jest również typowy dla małpiatek grzebień zębowy oraz włosy czuciowe (zatokowe).

## Tryb życia
Małpiatki z rodziny lemurkowatych żywią się owocami, kwiatami, liśćmi, owadami, pająkami i drobnymi kręgowcami. Są zwierzętami świetnie przystosowanymi do życia nadrzewnego, ale często schodzą na ziemię w poszukiwaniu pokarmu. W porze suchej zapadają w stan estywacji (sen letni - stan podobny do snu zimowego).
Po 60-dniowej ciąży samica rodzi od dwóch do czterech młodych. Lemurki należą do małpiatek najbardziej prymitywnych pod względem zachowań społecznych. Żerują samotnie lub w parach, a w kontaktach grupowych nie wykazują głębszych więzi.

## Systematyka
Do rodziny lemurkowatych zaliczane są następujące rodzaje:
- Microcebus É. Geoffroy Saint-Hilaire, 1834 – mikrusek
- Mirza J.E. Gray, 1870 – mikrus
- Allocebus Petter-Rousseaux & Petter, 1967 – lemurak – jedynym przedstawicielem jest Allocebus trichotis (Günther, 1875) – lemurak karłowaty
- Cheirogaleus É. Geoffroy Saint-Hilaire, 1812 – lemurek
- Phaner J.E. Gray, 1870 – widłogłówka

## Ochrona
Wszystkie gatunki lemurkowatych zostały objęte konwencją waszyngtońską  CITES (załącznik I).